# Lim Pek Siah
Dans ce nom, le nom de famille, Lim, précède le nom personnel.
Lim Pek Siah, née le 8 octobre 1979, est une joueuse malaisienne de badminton.

## Carrière
Elle remporte la médaille d'argent en double dames avec Chor Hooi Yee aux Jeux du Commonwealth de 1998 et avec Ang Li Peng aux Jeux d'Asie du Sud-Est de 2001. Elle est médaillée d'or en double dames avec Ang Li Peng aux Jeux du Commonwealth de 2002 et médaillée de bronze en double dames avec Joanne Quay aux Championnats d'Asie de badminton 2006.